# 朝鲜王朝身份制度
朝鲜王朝身分制度是指朝鲜王朝訂立的身分制度，因為朝鲜王朝是以儒家朱子学为中心理念的國家，身分制度嚴密分明，而且不能改变身分。
朝鲜支配階級是两班，他们不從事農業，工商，是通过科举大科，小科考試的官员。他们是高丽末期信仰朱子学的儒生官员，他们因支持李成桂成为功臣（另一批是朝鲜中的士林派）。两班身分是半世袭的，兩班男子只能娶兩班女子或中人為正室，只有正室所生子女才可繼承兩班地位。文班地位也比武班高。同时在一地中分南北村居住也是他们。他们免征税、兵役，犯法也酌情减刑。
中人為兩班男子與良妾（中人、常民、白丁出身之妾）所生子女，中人男子與中人、常民、白丁女子所生子女亦為中人。常民、白丁、賤民通过科举雜科者可升為中人，他们可成為基层文武行政官员（吏胥、醫官、軍校）但不能參与政治。
常民是朝鲜普通农民，人口最多，他们多数在两班莊田中工作，全国租税徭役也是他们向攤派。
白丁是介乎常民與賤民之間的階層，也是自别一部的化外之民，主要從事与宰牛有关工作（他们与奴婢贱民佔朝鲜40%人口）。
贱民有巫、屠夫、佛教徒、妓生、娼妓、男寺黨、鍮器匠、盘索里藝人、賤妾所生子女等，另外犯罪之人及他們的後代也會成為贱民，奴婢分公贱私贱但一律世袭身分，母親為賤民者不論父親身份皆繼承母親的賤民身份。再婚女性的子女是庶孽不得參加科举。
朝鲜王朝中后期身分制度放松，萬曆朝鮮戰爭后因全国飢荒，贱民可纳粟免贱，平民也可买两班头衔与可买官，贱民人口大量减少（身分詐称与族譜买卖）。到朝鲜王朝末期两班人数多达70%。1801年逐步废止官奴婢制度，1894年后正式废止身分制度。